# Monastère de Santa María de Mur
Pour les articles homonymes, voir Monastère Sainte-Marie.
L'ancien monastère cénobite augustin de Santa María de Mur est situé dans la comarque catalane de Pallars Jussá, dans la province de Lérida. Fondé en 1069 par les comtes de Pallars Jussà Ramón IV et son épouse Valença, il est consacré la même année par l'évêque Guillem de Urgel. Une muraille autour du château et du monastère le convertiront plus tard en grande fortification,.
L'édifice est déclaré Monument historique artistique en 1920.

## Histoire

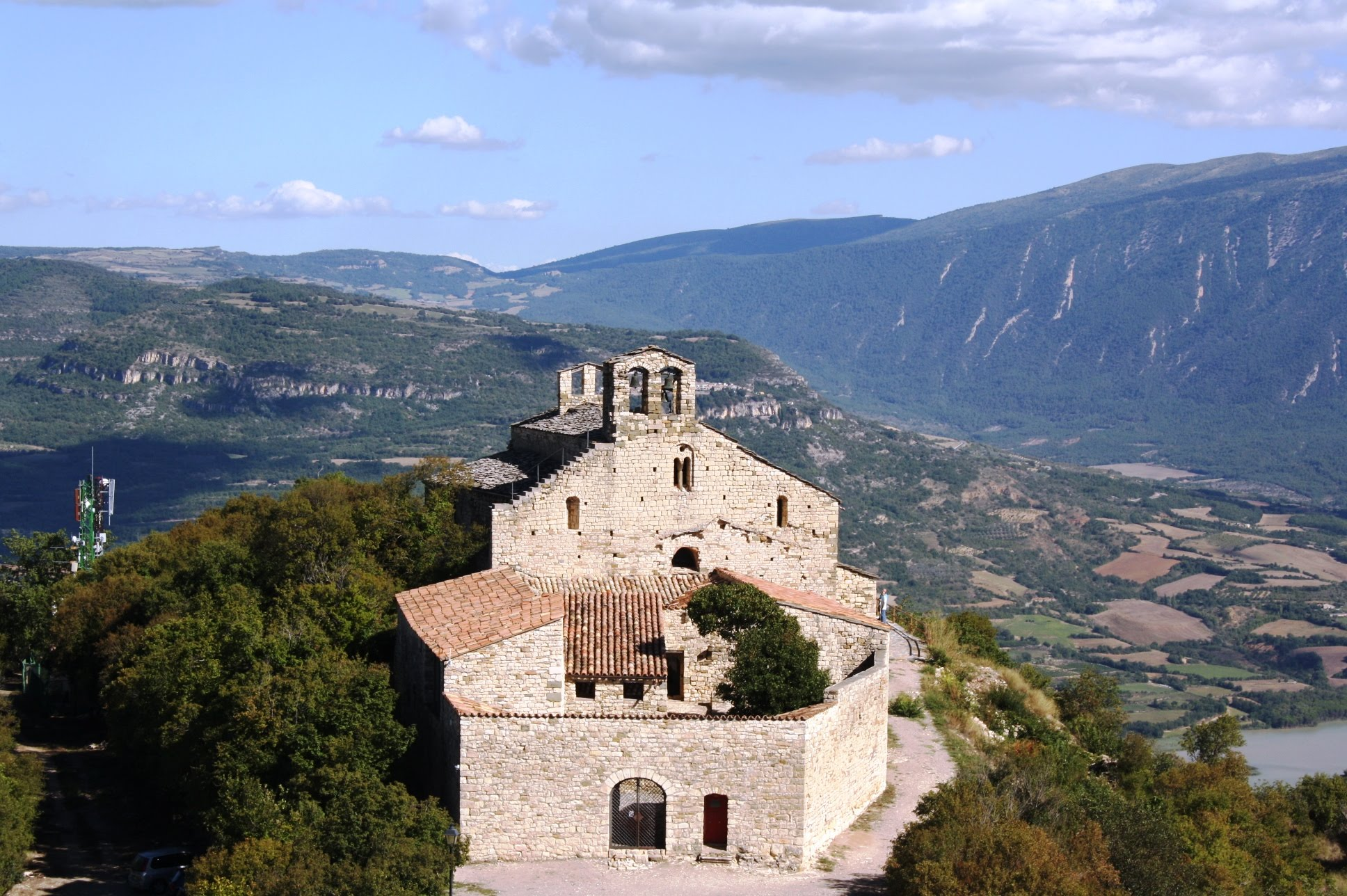
Santa María de Mur vue depuis le château de Mur.

Après la mort de Ramón IV de Pallars Jussá (es), sa veuve Valença et son fils Pedro obtiennent du pape Urbain II l'introduction d'une communauté augustinienne, son premier prieur étant Berenguer Olomart, bien qu'avant l'introduction augustinienne il y avait déjà un aumônier nommé Martí, qui mentionne un prêtre nommé Galindo comme son premier conseiller et dont le nom apparaît dans l'acte de consécration.
Au fil du temps, plusieurs donations permettent d'établir une communauté d'habitués dans le bâtiment jusqu'à ce que Clément VIII décrète sa sécularisation en 1592, de sorte qu'il ne reste qu'un prévôt comme autorité des paroisses de Mur, Guardia, Meull, Moro, Alsina, Estorn, Puigcercós, du prieuré de Santa Lucia et de la paroisse de Soliva de Aragón.
Après la Première guerre carliste, un prêtre achète le monastère avec l'intention d'en faire un centre missionnaire.

## Bâtiment

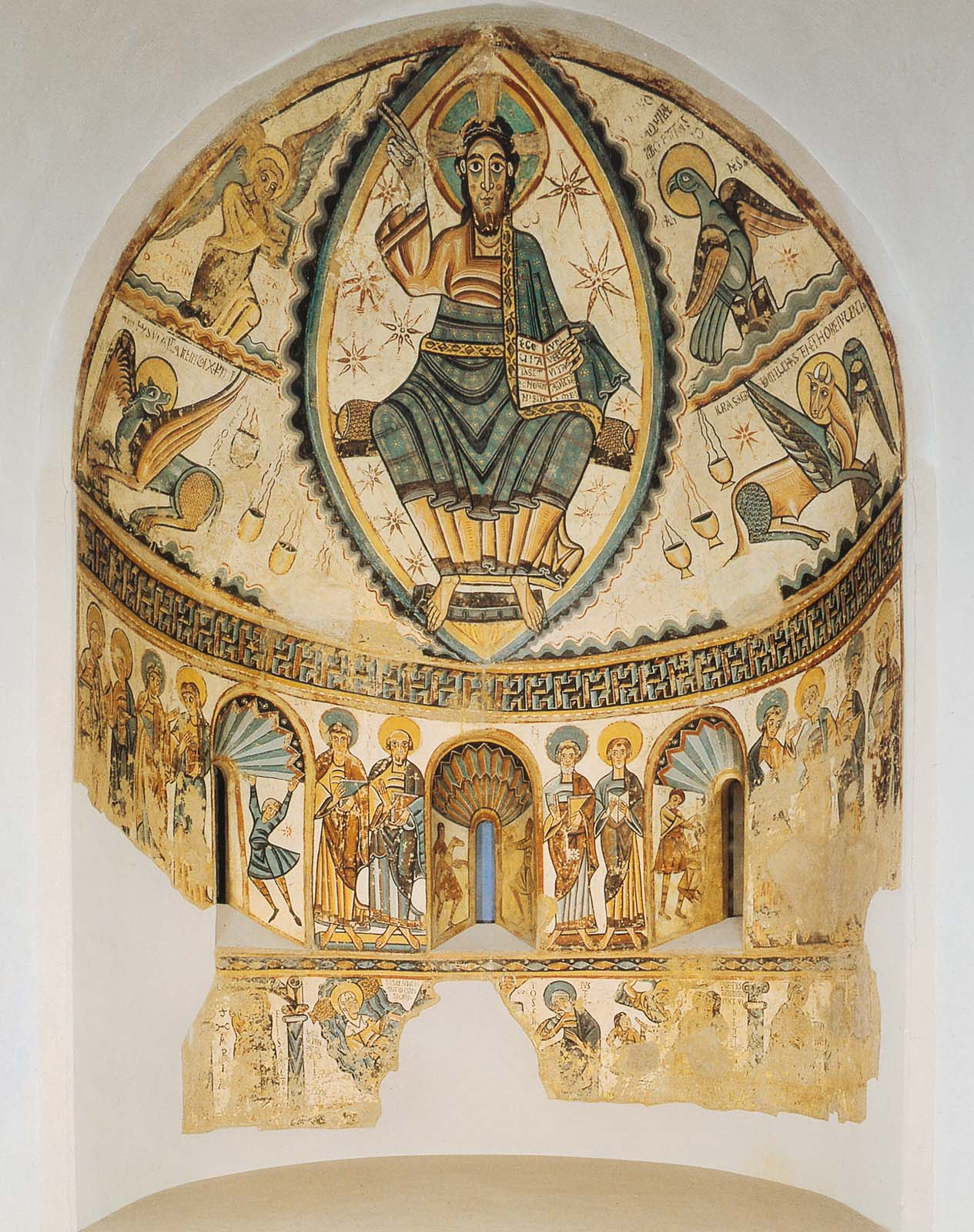
Peintures murales de l'abside du monastère, aujourd'hui conservées au Musée des Beaux-Arts de Boston.

L'église est de style roman lombard, à trois nefs couvertes d'une voûte en berceau, séparées par des piliers et avec trois absides semi-circulaires. À l'origine, elle possédait trois autels consacrés à Sainte Marie, dont elle tire son nom, à Saint Pierre et à Saint Étienne.
Les peintures murales de l'abside centrale ont été arrachées par strappo en 1919 et vendues à l'antiquaire Ignacio Pollak malgré l'intervention du Conseil des Musées de Catalogne (es). Ces peintures arrivent aux États-Unis et se trouvent depuis au Musée des Beaux-Arts de Boston ; les autres peintures de l'abside sud se trouvent au Musée national d'art de Catalogne, à Barcelone. Quelques petits échantillons assez noircis restent in situ.

## Cloître

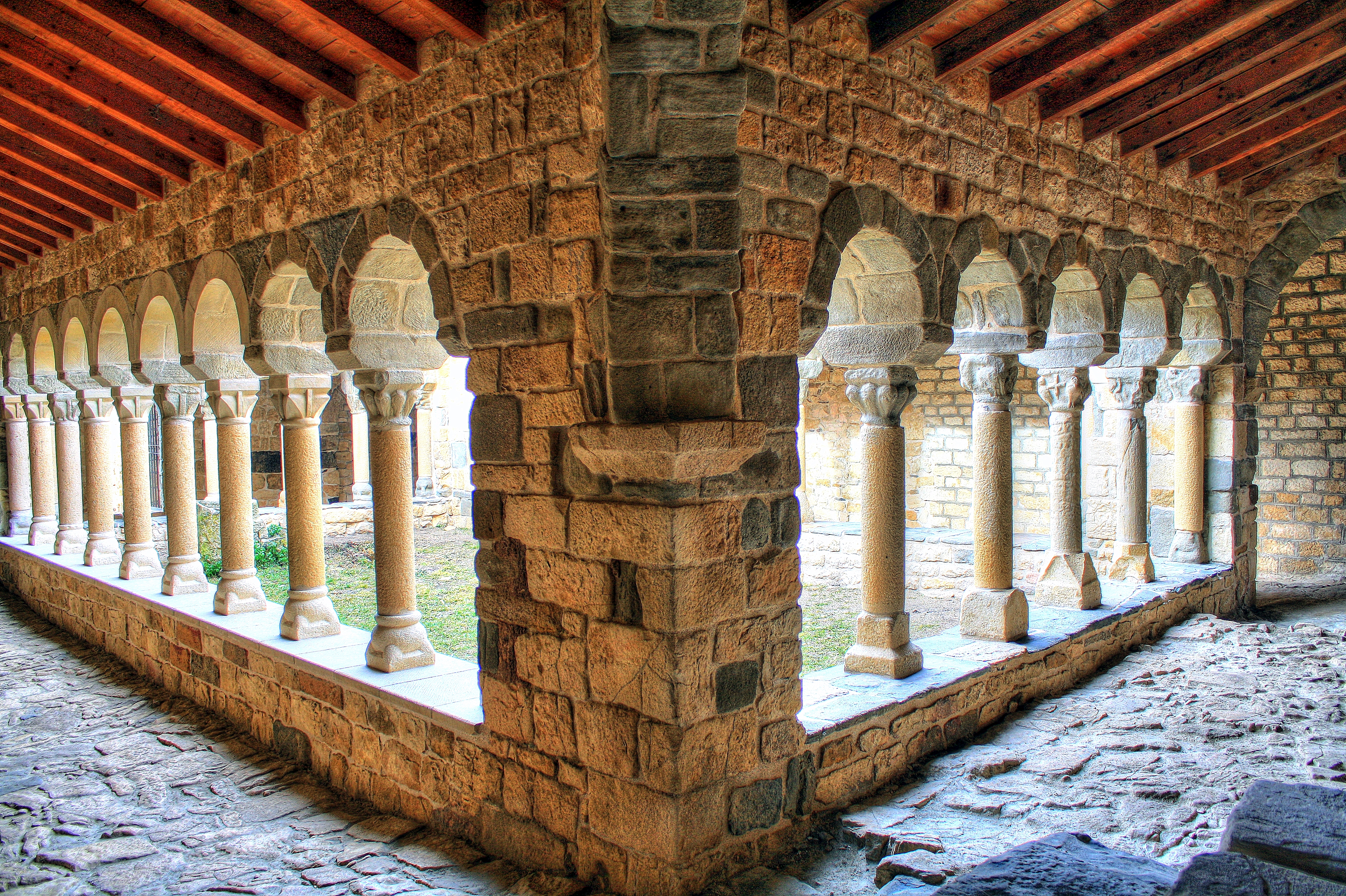
Cloître du monastère.

De forme rectangulaire, le cloître du XIIe siècle est restauré après avoir subi de grands pillages au XXe siècle. Il est constitué de galeries couvertes de poutres en bois et soutenues par des colonnes à chapiteaux disposés sur une seule rangée et avec des piliers rectangulaires dans les angles. Sa décoration est assez abîmée, mais quelques ornements géométriques, végétaux et humains sont encore reconnaissables.